# ティジェイ・ヴァン・ガーデレン
ティジェイ・ヴァン・ガーデレン（Tejay van Garderen、1988年8月12日 - ）は、アメリカ合衆国、タコマ出身の自転車競技（ロードレース）選手。名は「ティージェイ」、姓は「ヴァン・ガードレン」とも表記される。

## 来歴
2004年
- 国内選手権のシクロクロス（デビュタンツ）、個人ロードレース（ノービス）、個人タイムトライアル（ノービス）を優勝。

2008年、ラボバンク・コンチネンタルに加入。
- ツール・ド・ラブニール 総合8位（区間1勝=第9）

2009年
- ツール・デュ・オー＝アンジュ 総合優勝
- シルクイト・モンタニャス 総合優勝
- ツール・ド・ラブニール 総合2位

2010年、チーム・HTC - コロンビアと契約を結んでプロ転向。
- ツアー・オブ・ターキー 総合2位
- クリテリウム・デュ・ドーフィネ 総合3位
- ツール・ド・レン 総合4位
- ブエルタ・ア・エスパーニャ 総合35位（チームタイムトライアル1勝）。

2011年
- ヴォルタ・アン・アルガルヴェ 総合2位
- ツアー・オブ・カリフォルニア 総合5位
- ツール・ド・スイス 総合11位
- ツアー・オブ・ユタ 区間1勝(第3S＝TT)

2012年、BMC・レーシングチームに移籍。
- パリ〜ニース
  - 新人賞
  - 総合5位
- ツアー・オブ・カリフォルニア 総合4位
- ツール・ド・フランス
  -  新人賞
  - 総合5位
- USA・プロ・サイクリング・チャレンジ 区間1勝(第2S)・総合2位
- ロードレース世界選手権
  - チームタイムトライアル 2位
  - ITT 4位

2013年
- ツール・ド・サンルイス 総合2位
- パリ〜ニース 総合4位
- クリテリウム・アンテルナシオナル 総合3位
- ツアー・オブ・カリフォルニア 総合優勝（第6ステージ優勝・個人タイムトライアル）
- ツール・ド・スイス 総合7位

2017年
- ジロ・デ・イタリア　区間優勝（第18ステージ）

2018年
- ツアー・オブ・カリフォルニア　総合2位（第4ステージ優勝・個人タイムトライアル）
- ツアー・オブ・ユタ　区間優勝（プロローグ・個人タイムトライアル）

2019年、チームEFエデュケーションファースト・ドラパック・p/bキャノンデールに移籍。
2021年、ナショナル選手権をもって引退。